# Bob Mamet
Bob Mamet (* in Chicago) ist ein US-amerikanischer Pianist und Komponist im Bereich des Smooth Jazz und der Filmmusik.

## Leben
Bob Mamet, der Bruder des Schriftstellers und Regisseurs David Mamet, wuchs in Chicago auf und begann im Alter von fünf Jahren mit dem Klavierspiel. Auf der Johns Hopkins University begann er ein Jurastudium, wendete sich dann aber der Musik zu und erhielt seine Ausbildung am Peabody-Konservatorium, der Pepperdine University und der Dick Grove School of Music. Anschließend zog er nach Los Angeles, um dort mit der Fusionband Panacea und als Komponist und Studiomusiker zu arbeiten. Ab 1988 schrieb er Filmmusiken für Fernsehen, Film (etwa mit Kevin Klingler zu Aftershock von Frank Harris) und Werbung, daneben tourte er mit verschiedenen Bands. 1994 legte er ein erstes Album für Atlantic Records vor; in der Folge entstanden weitere Produktionen für Sony und Warner Brothers. Dabei arbeitete er mit Musikern wie Alex Acuña, Larry Carlton, Eric Marienthal, Gerald Albright und David Benoit zusammen. Zu seiner bekanntesten Kompositionen dieser Zeit gehört „Greenstreet.“ Mamet schrieb auch die Musik zu dem Film Lakeboat, gespielt von einem 60-köpfigen Orchester mit Jazztrio. Mit seinem eigenen Trio, bestehend aus dem Bassisten Darek „Oles“ Oleszkiewicz und dem Schlagzeuger Joe LaBarbera, nahm er eigene Kompositionen im Stil von Bill Evans und Vince Guaraldi auf (Impromptu).

## Diskografische Hinweise
- Signs of Life (Atlantic, 1994)
- Day into Night (Atlantic, 1995)
- Adventures in Jazz (Atlantic, 1998)
- Impromptu (Counterpoint, 2010)